# Talk

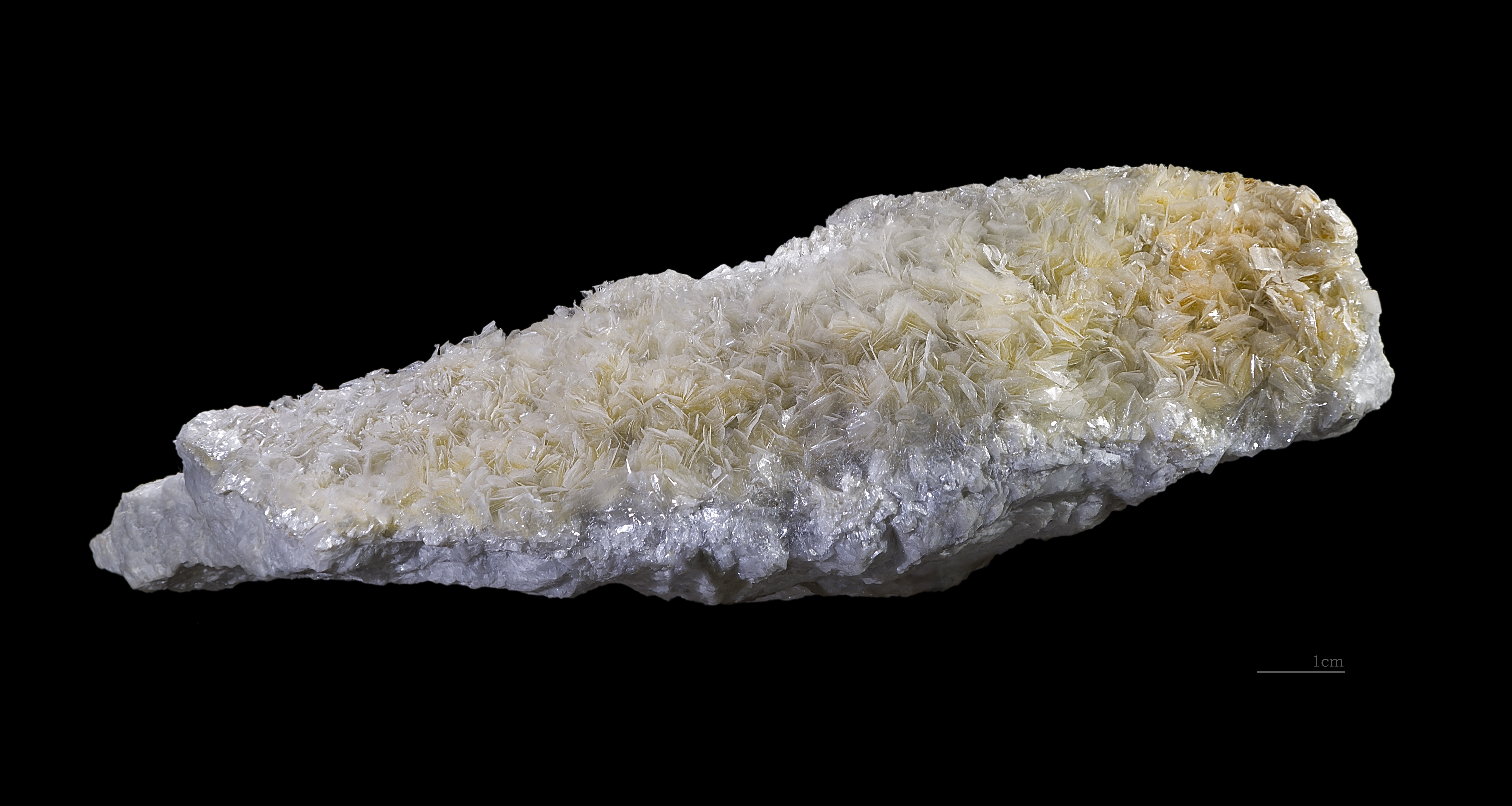
Kryształy talku

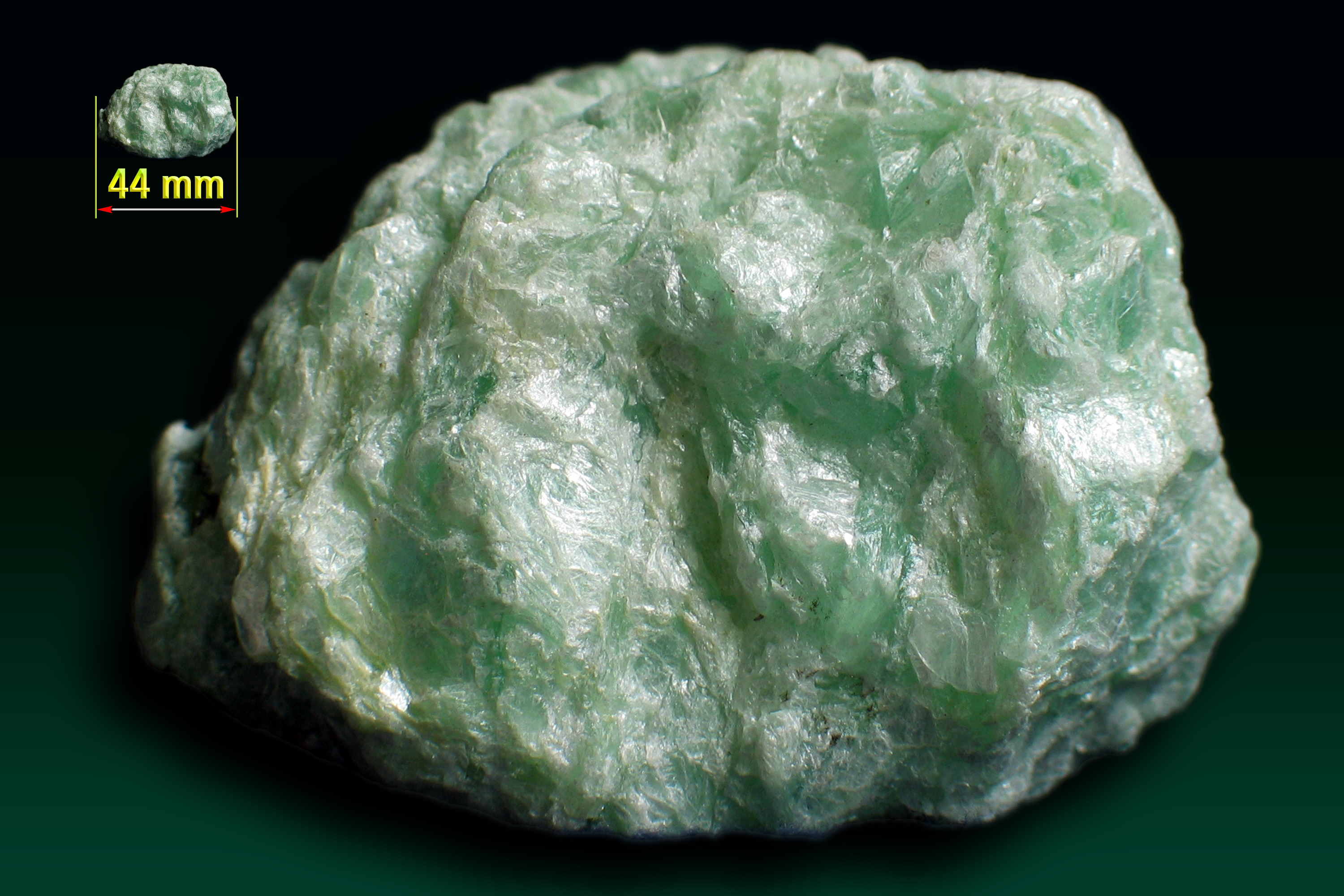
Talk - Szabrowski Talkowy Kombinat, Szabry, Ural.

Talk – minerał z gromady krzemianów. Należy do grupy minerałów pospolitych.
Nazwa pochodzi od arabskiego słowa talk oznaczającego mikę i nawiązuje do podobieństwa tych minerałów. Z kolei po łacinie talcus to tłuszcz, stąd w dawnej polszczyźnie czasem używano nazwy łojek.

## Właściwości
To najbardziej miękki z minerałów. Można go z łatwością zarysować paznokciem, jak również skruszyć lub kroić nożem, rozpoczyna on skalę twardości Mohsa. Jego blaszki są dość giętkie. W dotyku jest tłusty, mydlany.
Nie występuje zazwyczaj w postaci wykształconych kryształów, lecz w postaci skupień łuseczkowatych, blaszkowatych, gęsto upakowanych. Kryształy spotykane są niezmiernie rzadko.
Talk zbity o zielonoszarej barwie nazywany jest steatytem. Talk przypomina wyglądem pokrewny minerał, pirofyllit.

## Występowanie
Talk jest pochodzenia metamorficznego, występuje głównie w skałach powstałych w średnio wysokich temperaturach (300-400 stopni Celsjusza). Powstaje także z hydrotermalnego przeobrażenia skał ultrazasadowych (oliwiny i pirokseny) oraz w wyniku metamorfozy marmurów dolomitowych.
Miejsca występowania to głównie: Austria (Rabenwald w Styrii, Zillertal w Tyrolu, Karyntia), Szwajcaria (St. Gotthard, Hospental), Niemcy (Göpfersgrün w Smreczanach), Słowacja (Rudawy Spiskie w rejonie Rożniawy)., Indie (Madras) i RPA.
W Polsce występuje w Górach Sowich (w serpentynitach) i Wieściszowicach w Rudawach Janowickich (w łupkach talkowych).

## Zastosowanie[a]
- jako środek osuszający
- w przemyśle kosmetycznym i farmaceutycznym do wytwarzania pudru, maści, jako dodatek do mydeł
- w przemyśle gumowym i papierniczym jako masy wypełniające
- jest nośnikiem magnezu i używany jest jako spoiwo w produkcji ceramiki kordierytowej
- do produkcji materiałów ognioodpornych
- jako wypełniacz oraz środek zmniejszający palność tworzyw sztucznych; jego obecność jest oznaczana w symbolu produktu, na przykład „ABS-TD10” (10% talku w tworzywie ABS) lub „PP+40%TALC” (40% talku w polipropylenie), dodawana jest też sama litera T z wartością liczbową lub bez[potrzebny przypis]
- do wyrobu rzeźb i galanterii ozdobnej (szczególnie w postaci tak zwanego kamienia mydlanego, czyli zbitego, masywnego nagromadzenia steatytu, przeważnie o zielonkawej barwie)